# Deutsche Cadre-71/2-Meisterschaft 1982/83
Die Deutsche Cadre-71/2-Meisterschaft 1982/83 ist eine Billard-Turnierserie und fand am 16. Oktober 1982 in Gladbeck zum 35. Mal statt.

## Geschichte
Durch die Auslosung trafen die beiden eigentlichen Favoriten Thomas Wildförster und Wolfgang Zenkner bereits im Halbfinale aufeinander. Hier setzte sich Zenkner mit der besten Turnierleistung durch und kam gegen Hans Wernikowski ins Finale. Hier bestätigte dann der Dortmunder sein gutes Qualifikationsergebnis und schaffte die große Überraschung, als er Zenkner mit defensiver Taktik 3:1 besiegte. Wildförster setzte sich im Spiel um Platz drei mit einer starken Leistung gegen Ex-Meister Dieter Wirtz mit 4:0 Sätzen durch.

## Modus
Gespielt wurde in den Qualifikationsgruppen bis 200 Punkte oder 15 Aufnahmen. In der Endrunde wurden zwei Gewinnsätze bis 100 Punkte gespielt. Das gesamte Turnier wurde mit Nachstoß gespielt.
Die Endplatzierung ergab sich aus folgenden Kriterien:
1. Matchpunkte
2. Generaldurchschnitt (GD)
3. Bester Einzeldurchschnitt (BED)
4. Höchstserie (HS)

## Teilnehmer (nach Ausgangsklassement)
1. Thomas Wildförster (BSV Velbert) (Titelverteidiger)
2. Hans Wernikowski (Dortmunder BVg 26/35) (GD 31,57)
3. Wolfgang Zenkner (BSV München) (GD 27,27)
4. Dieter Wirtz (BSV Duisburg-Hochfeld 74) (GD 12,55)

## Turnierverlauf
| #                          | Name                                       | MP  | GD    | BED   | HS  |
| -------------------------- | ------------------------------------------ | --- | ----- | ----- | --- |
| 1                          | Wolfgang Zenkner (BSV München)             | 6:0 | 27,27 | 40,00 | 088 |
| 2                          | Willi Steinberger (BC Kempten)             | 4:2 | 15,13 | 18,18 | 047 |
| 3                          | Klaus Müller (BC Viktoria 09 Neunkirchen)  | 2:4 | 10,30 | 10,06 | 064 |
| 4                          | Fritz Günther (BC Viktoria 09 Neunkirchen) | 0:6 | 6,88  | –     | 030 |
| Turnierdurchschnitt: 13,53 |                                            |     |       |       |     |

| MP    | Match Punkte (Sieger = 2; Unentschieden = 1; Verlierer = 0) |
| SV    | Satzverhältnis (nur bei Turnieren im Satzsystem)            |
| Pkte. | Erzielte Karambolagen                                       |
| Aufn. | benötigte Aufnahmen                                         |
| GD    | Generaldurchschnitt                                         |
| MGD   | Mannschafts-Generaldurchschnitt                             |
| BED   | Bester Einzeldurchschnitt eines Spielers                    |
| BEMD  | Bester Einzeldurchschnitt einer Mannschaft                  |
| BSD   | Bester Satzdurchschnitt eines Spielers                      |
| HS    | Höchstserie                                                 |
| WRP   | Weltranglistenpunkte                                        |

| #                          | Name                                      | MP  | GD    | BED   | HS  |
| -------------------------- | ----------------------------------------- | --- | ----- | ----- | --- |
| 1                          | Dieter Wirtz (BSV Duisburg-Hochfeld 74)   | 6:0 | 12,55 | 20,00 | 075 |
| 2                          | Günter Siebert (BSV Duisburg-Hochfeld 74) | 4:2 | 14,05 | 28,57 | 095 |
| 3                          | Torsten Anders (BSV Velbert)              | 2:4 | 11,46 | 18,18 | 058 |
| 4                          | Dieter Großjung (BC Hilden 1935)          | 0:6 | 6,17  | –     | 053 |
| Turnierdurchschnitt: 10,93 |                                           |     |       |       |     |

| MP    | Match Punkte (Sieger = 2; Unentschieden = 1; Verlierer = 0) |
| SV    | Satzverhältnis (nur bei Turnieren im Satzsystem)            |
| Pkte. | Erzielte Karambolagen                                       |
| Aufn. | benötigte Aufnahmen                                         |
| GD    | Generaldurchschnitt                                         |
| MGD   | Mannschafts-Generaldurchschnitt                             |
| BED   | Bester Einzeldurchschnitt eines Spielers                    |
| BEMD  | Bester Einzeldurchschnitt einer Mannschaft                  |
| BSD   | Bester Satzdurchschnitt eines Spielers                      |
| HS    | Höchstserie                                                 |
| WRP   | Weltranglistenpunkte                                        |

| #                          | Name                                    | MP  | GD    | BED   | HS  |
| -------------------------- | --------------------------------------- | --- | ----- | ----- | --- |
| 1                          | Hans Wernikowski (Dortmunder BVg 26/35) | 6:0 | 31,57 | 40,00 | 099 |
| 2                          | Heinz Janzen (BG Bottrop 24)            | 4:2 | 15,70 | 16,66 | 094 |
| 3                          | Harald Gast (Dortmunder BVg 26/35)      | 2:4 | 9,18  | 10,00 | 042 |
| 4                          | Edgar Bettzieche (DBC Bochum 1926)      | 0:6 | 10,00 | –     | 067 |
| Turnierdurchschnitt: 14,35 |                                         |     |       |       |     |

| MP    | Match Punkte (Sieger = 2; Unentschieden = 1; Verlierer = 0) |
| SV    | Satzverhältnis (nur bei Turnieren im Satzsystem)            |
| Pkte. | Erzielte Karambolagen                                       |
| Aufn. | benötigte Aufnahmen                                         |
| GD    | Generaldurchschnitt                                         |
| MGD   | Mannschafts-Generaldurchschnitt                             |
| BED   | Bester Einzeldurchschnitt eines Spielers                    |
| BEMD  | Bester Einzeldurchschnitt einer Mannschaft                  |
| BSD   | Bester Satzdurchschnitt eines Spielers                      |
| HS    | Höchstserie                                                 |
| WRP   | Weltranglistenpunkte                                        |

### Finalrunde
| Name               | MP  | SP  | 1. Satz | 2. Satz | 3. Satz | Pkte. | Aufn. | GD    | BSD    | HS  |
| ------------------ | --- | --- | ------- | ------- | ------- | ----- | ----- | ----- | ------ | --- |
| Halbfinale         |     |     |         |         |         |       |       |       |        |     |
| Thomas Wildförster | 0:2 | 2:4 | 100(2)  | 100(3)  | 7(1)    | 207   | 6     | 34,50 | 50,00  | 95  |
| Wolfgang Zenkner   | 2:0 | 4:2 | 100(2)  | 100(3)  | 100(1)  | 300   | 6     | 50,00 | 100,00 | 145 |
| Hans Wernikowski   | 2:0 | 4:2 | 37(5)   | 100(8)  | 100(2)  | 237   | 15    | 15,80 | 50,00  | 82  |
| Dieter Wirtz       | 0:2 | 2:4 | 100(5)  | 21(8)   | 1(2)    | 122   | 15    | 8,13  | 20,00  | 53  |
| Spiel um Platz 3   |     |     |         |         |         |       |       |       |        |     |
| Thomas Wildförster | 2:0 | 4:0 | 100(2)  | 100(3)  |         | 200   | 5     | 40,00 | 50,00  | 53  |
| Dieter Wirtz       | 0:2 | 0:4 | 22(2)   | 60(3)   |         | 85    | 5     | 16,40 | –      | 35  |
| Finale             |     |     |         |         |         |       |       |       |        |     |
| Wolfgang Zenkner   | 0:2 | 1:3 | 100(9)  | 48(2)   |         | 148   | 11    | 13,45 | –      | 80  |
| Hans Wernikowski   | 2:0 | 3:1 | 100(9)  | 100(2)  |         | 200   | 11    | 18,18 | 50,00  | 97  |

### Abschlusstabelle
| MP    | Match Points (Sieger = 2; Unentschieden = 1; Verlierer = 0) |
| Pkte. | Erzielte Karambolagen                                       |
| Aufn. | Benötigte Versuche                                          |
| GD    | Generaldurchschnitt                                         |
| BED   | Bester Einzeldurchschnitt eines Spielers                    |
| HS    | Höchstserie                                                 |
|       | Bester GD des Turniers                                      |
|       | Bester ED des Turniers                                      |
|       | Beste HS des Turniers                                       |
|       | 1. Platz (Gold)                                             |
|       | 2. Platz (Silber)                                           |
|       | 3. Platz (Bronze)                                           |

| Endklassement              | Endklassement      | Endklassement | Endklassement | Endklassement | Endklassement | Endklassement | Endklassement | Endklassement | Endklassement |
| Platz                      | Name               | MP            | SP            | Pkt.          | Aufn.         | GD            | BED           | BSD           | HS            |
| -------------------------- | ------------------ | ------------- | ------------- | ------------- | ------------- | ------------- | ------------- | ------------- | ------------- |
| 1                          | Hans Wernikowski   | 4:0           | 7:3           | 437           | 26            | 16,80         | 18,18         | 50,00         | 97            |
| 2                          | Wolfgang Zenkner   | 2:2           | 5:5           | 448           | 17            | 26,35         | 50,00         | 100,00        | 145           |
| 3                          | Thomas Wildförster | 2:2           | 6:4           | 407           | 11            | 37,00         | 40,00         | 50,00         | 95            |
| 4                          | Dieter Wirtz       | 0:4           | 2:8           | 204           | 20            | 10,20         | –             | 20,00         | 53            |
| Turnierdurchschnitt: 20,21 |                    |               |               |               |               |               |               |               |               |